# Рославець Віктор Якович
Віктор Рославець (1796 — 16 березня 1848, Одеса) — дійсний статський радник, Саратовський, потім Херсонський і Таврійський губернатор.

## Біографія
Народився у родині колезького протоколіста Якова Рославця, поміщика Глухівського повіту Чернігівської губернії. Виховувався в Московському університетському шляхетному пансіоні. У 1810—1820-х роках. у чині титулярного радника служив за Комітету Міністрів.
З 22 травня 1829 р. — Саратовський віце-губернатор, одночасно був також головою казенної палати. 26 жовтня 1830 р. у чині статського радника призначено Саратовським губернатором. У його правління відкрилася Саратовська духовна семінарія, з'явилася перша в Саратові книжкова крамниця купця Вакурова. У цей же період у Саратові трапилася епідемія холери (захворів і сам В. Я. Рославець), впоратися з якою вдалося лише після прибуття з Петербурга до губернії групи медиків із 80 осіб з ліками та медикаментами.
26 квітня 1831 був переведений в Красноярськ на посаду губернатора Єнісейської губернії, однак, пославшись на стан здоров'я, від нового призначення відмовився (вийшов у відставку 21 червня, не вступивши на посаду) і до листопада 1831 жив у Саратові.
З 13 травня 1837 р. — Архангельський губернатор. 6 липня 1837 переведений губернатором до Смоленська, з 11 листопада того ж року — Херсонським губернатором. За станом здоров'я 13 серпня 1839 р. звільнений від служби з виробництвом у дійсні статські радники та з зарахуванням до Міністерства внутрішніх справ. 19 січня 1843 р. був призначений Таврійським губернатором, з 22 січня 1845 р. — губернатором Херсонської губернії.

### Сім'я
Дружина — Є. Панкратьєва, дочка генерала Н. Панкратьєва (її сестра була одружена з Таганрозьким градоначальником найсвітлішим князем А. Лівеном).